# Провинција Мусаши
Мусаши (јап. 武蔵国) је једна од 66 историјских провинција Јапана, која је постојала од почетка 8. века (закон Таихо из 703. године) до Мејџи реформи у другој половини 19. века. Мусаши се налазио на јужној обали острва Хоншу, у области Канто.
Царским декретом од 29. августа 1871. све постојеће провинције замењене су префектурама. Територија Мусашија одговара данашњем велеграду Токио, већем делу префектуре Саитама и делу префектуре Канагава.

## Географија
Мусаши се на северу граничио са провинцијом Козуке, на југу са провинцијом Сагами, на западу са провинцијама Шинано и Кај, а на истоку са провинцијом Шимоса.